# Richard Neville, 5. Earl of Salisbury

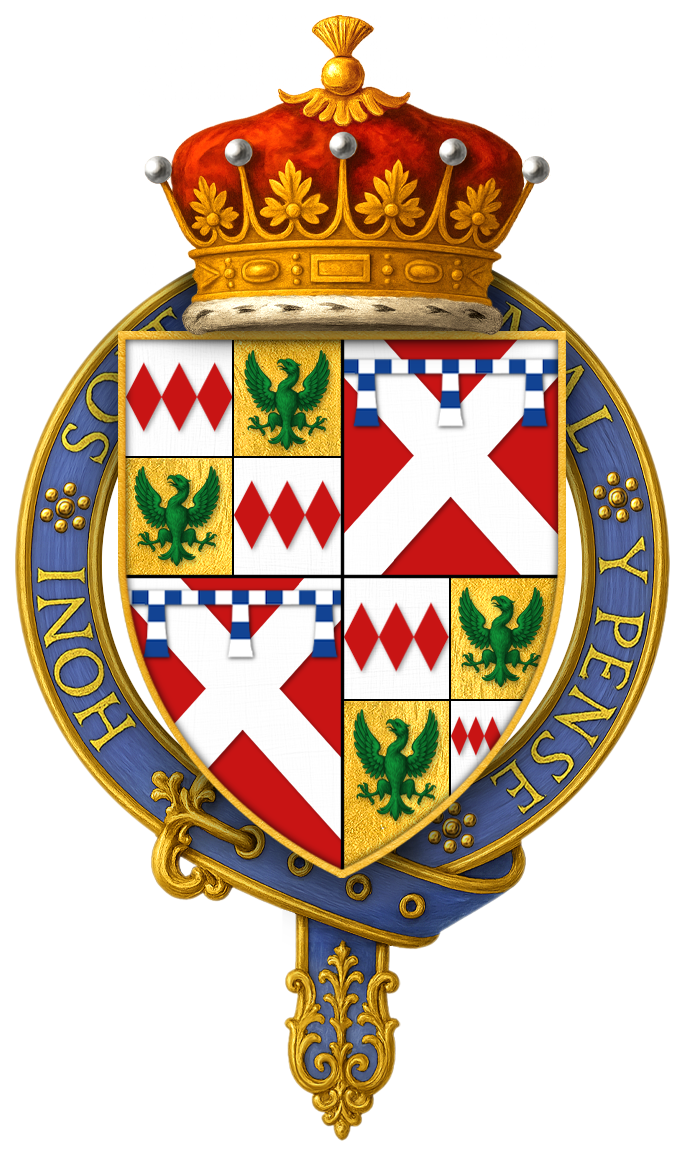
Wappen von Richard Neville, 5. Earl of Salisbury

Richard Neville, jure uxoris 5. Earl of Salisbury, KG, PC (* 1400 auf Raby Castle, Durham; † 31. Dezember 1460) war ein Führer der Yorkisten in den Anfängen der Rosenkriege.

## Leben
Richard war der dritte Sohn (als zehntes Kind) von Ralph Neville, 1. Earl of Westmorland, und das erste Kind seiner zweiten Ehefrau Joan Beaufort. Die Besitzungen der Neville befanden sich in erster Linie in Durham und Yorkshire, aber die Könige Richard II. und Henry IV. von England sahen die Familie als nützliches Gegengewicht zu der Macht der Percies an der schottischen Grenze an, woraus sich Ralphs 1397 verliehener Titel und seine Ernennung zum Lord Warden of the Marches 1403 begründete. Ralphs Ehe mit Joan Beaufort kann als weiterer Beweis der Wertschätzung verstanden werden, da sie als Enkelin Eduard III. zur königlichen Familie zählte.
Waren schon die Kinder von Ralphs erster Ehefrau vorteilhaft im örtlichen Adel verheiratet worden, konnten die Kinder von Joan Beaufort in bedeutend wichtigere Familien verheiratet werden. Drei von Richards Schwestern heirateten englische Dukes (seine jüngste Schwester wurde die Ehefrau von Richard Plantagenet, 3. Duke of York), Richard selbst heiratete Alice Montacute, Tochter und Erbin von Thomas Montacute, 4. Earl of Salisbury.
Das genaue Datum ihrer Hochzeit ist nicht überliefert, sie muss aber vor Februar 1421 stattgefunden haben, da beide als verheiratetes Paar an der Krönung von Königin Catherine teilnahmen. Zur Zeit der Hochzeit stand noch nicht fest, dass sie die Earlswürde erben würden, da nicht nur Earl Thomas noch lebte, sondern er 1424 noch seine zweite Ehefrau Alice Chaucer geheiratet hatte. Diese Ehe blieb aber kinderlos, so dass Richard Neville und Alice mit Thomas Montacutes Tod im Jahr 1428 zum neuen Earl und Countess von Salisbury aufstiegen.
Von diesem Zeitpunkt an wurde Richard Neville regelmäßig als Salisbury benannt.

## Familie
Mit Alice Montague hatte Richard Neville zehn Kinder:
- Joan Neville (1424–1462), ⚭ William FitzAlan, 16. Earl of Arundel (Haus FitzAlan)
- Cecily Neville (1425–1450), ⚭ Henry de Beauchamp, 1. Duke of Warwick (Beauchamp (Familie, Worcester))
- Richard Neville, 16. Earl of Warwick (1428–1471)
- Sir Thomas Neville (um 1429–1460)
- Alice Neville (um 1430–1503), ⚭ Henry FitzHugh, 6. Baron FitzHugh. Sie waren die Urgroßeltern von Catherine Parr, der sechsten Gattin von König Heinrich VIII.
- John Neville, 1. Marquess of Montagu (um 1431–1471)
- George Neville (1432–1476), Erzbischof von York und Lordkanzler
- Eleanor Neville (um 1438–um 1472), ⚭ Thomas Stanley, 1. Earl of Derby
- Katherine Neville (1442–1503), ⚭ (1) William Bonville, 6. Baron Harington, ⚭ (2) William Hastings, 1. Baron Hastings
- Margaret Neville (um 1444–1506), ⚭ John de Vere, 13. Earl of Oxford